# モードック戦争
モードック戦争（モードックせんそう、英: Modoc War、またはモードック作戦、英: Modoc Campaign、またはラバベッズ（溶岩層）戦争、英: Lava Beds War）は、1872年から1873年に掛けて、オレゴン州南部とカリフォルニア州北部における、モードック族インディアンの小規模なバンドと、アメリカ陸軍の間の領土と生活圏を巡った武装闘争である。
「戦争」と名は付いているが、実情は合衆国の民族浄化に反抗して、溶岩地帯に立てこもったインディアンの抵抗戦である。この「戦争」はカリフォルニア州あるいはオレゴン州で起こった「インディアン戦争」としては最後のものになり、白人の将軍が戦死した最初で最後の「インディアン戦争」となった。エドワード・マイブリッジがこの戦争の初期を写真に収めている。

## 発端

### モードック族とアメリカ合衆国との条約
「インディアン戦争」と呼ばれる、ヨーロッパ白人入植者と先住民族インディアンの紛争全ては、異民族間文化の衝突と、白人による同化政策によって、インディアンたちの土地や生活様式が奪われたことが根本の原因だった。
具体的な動きは1852年に遡り、モードック族インディアンがブラッディポイントで幌馬車隊の白人開拓者65人を殺害したことがきっかけだった。その報復として、和平交渉に来ていたモードック族インディアン51人が「ジャンプオフ・ジョー」が指揮するカリフォルニア民兵隊に殺された。敵対関係は1864年まで続き、この時アメリカ合衆国と、クラマス族、モードック族、およびスネーク族（ヤフースキン隊）が、クラマス保留地を確立する条約に調印した。この条約の条件に従い、ションチン老酋長らモードック族インディアンは、ロスト川、テュール湖およびローワークラマス湖地域の土地を諦め、アッパークラマス渓谷にある保留地に移動した。
この移住はモードック族のラギ（酋長）のキエントプース（英名キャプテン・ジャック）、オレゴン州のインディアン問題監督官アルフレッド・B・ミーチャム、保留地管理人O・C・クナップ、ヤイナックスの管理人補アイバン・D・アップルゲイト、およびW・C・マッケイの間の協議会に続いて調印（インディアンは×印を署名とした）された。この会合の場に米軍兵士達が突然現れたとき、モードック族の戦士達は部族内の女性や子供を置いて逃げ出した。ミーチャムは女性や子供を馬車に乗せて、保留地に向けて出発した。キャプテン・ジャックの姉妹である「クィーン・メアリー」はキャプテン・ジャックに保留地に移住するよう説得するのを許された。メアリーは説得に成功した。キャプテン・ジャックとその仲間は一旦保留地に入ってから、モードックポイントに永住のための家を建てる準備を始めた。

### クラマス族による虐待
しかし、モードック族がその家を建て始めてから間もなく、宿敵部族のクラマス族がモードック族に嫌がらせを始めた。キャプテン・ジャックの仲間は保留地の別の場所に移動しなければならなかった。適当な場所探しは手間がかかった。クラマス族は、キャプテン・ジャックとその仲間が最終的に1870年に保留地を離れロストリバーに戻るまで、嫌がらせを続けた。キャプテン・ジャックが保留地に居た数ヶ月の間、多くの白人開拓者達がロスト川地域の土地に勝手に入りこみ、これを占領していった。

### ロスト川への帰還
キエントプース（キャプテンジャック）の仲間とクラマス族の間にある悪感情を考慮したアルフレッド・B・ミーチャムは、ワシントンD.C.のインディアン問題理事に対して、キエントプースのモードック族に別の保留地を「与える」よう進言した。ミーチャムは、この進言に対する行動がまだ決まっていない間、キャプテン・ジャックたちにはクリア湖畔に留まるよう指示した。しかし、キャプテン・ジャックとその仲間達は田園部をうろついて白人入植者達に嫌がられたので、白人入植者達はモードック族をクラマス保留地に追い返すようミーチャムに請願した。白人のならず者「ジャンプオフ・ジョー」もまたこの地域に戻り、入植者達に暴力行為を行うようになった。

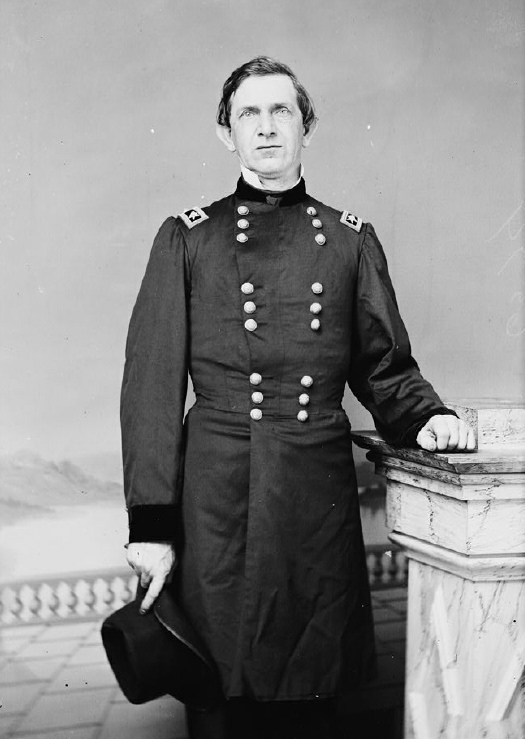
エドワード・キャンビー少将。インディアン戦争で殺された最初で最後の米軍の将軍となった。

ミーチャムは、請願を受け取ったときに、コロンビア方面軍指揮官であるエドワード・キャンビー将軍にキャプテン・ジャックとそのモードック族をクラマス保留地のヤイナックスに移すよう要請した。キャンビーはミーチャムの要請を太平洋岸司令官のスコフィールド将軍に流し、キャプテン・ジャックを保留地に移動させる前に和平調停の試みを行うべきだと促した。1872年4月3日、エルマー・オーティス少佐が現在のオレゴン州オーリーンに近いロスト川峡谷でキャプテン・ジャックと協議の場を持った。キャプテン・ジャックとその仲間は疑いようもなく敵対的だった。彼等はジャンプオフ・ジョーの率いる入植者達に攻撃され、メンバーの1人が殺されて頭皮を剥がれたと苦情を言った。しかし彼らが保留地に戻るためには、何も成されなかった。
4月12日、ワシントンのインディアン問題委員会がワシントン州のためのインディアン問題監督官T・B・オーデニールに、可能ならばキャプテン・ジャックとモードック族を保留地に移し、彼等がクラマス族に虐待されないよう見張ることを要請した。5月14日、オーデニールはその受けた指示を実行し、アイバン・D・アップルゲイトとL・S・ダイアーをキャプテン・ジャックとの協議を手配するよう派遣したが、キャプテン・ジャックはこれを拒んだ。7月6日、ワシントンのインディアン問題理事がオーデニール監督官に、可能ならば平和的に、必要ならば強制的にキャプテン・ジャックとその仲間をクラマス保留地に移すよう指示した。

## ロスト川の戦い
11月27日、オーデニール監督官は平和的な解決には悲観して、クラマス砦の指揮官ジョン・グリーン少佐に十分な部隊を連れてきて、「出来ることなら穏便に、無理なら力づくで」、キャプテン・ジャックたちを保留地に強制移住させることを要請した。11月28日、ジェイムズ・ジャクソン大尉が40名の部隊を指揮してクラマス砦を出発し、ロスト川沿いキャプテン・ジャックたちの宿営地に向かった。この部隊はリンクビル（現在のオレゴン州クラマスフォールズ）の市民とジャンプオフ・ジョーが指揮する民兵隊で補強され、11月29日にエミグラント・クロッシング（現在のオレゴン州ストーンブリッジ）より約1マイル (1.6 km) 上流、ロスト川のモードック族の宿営地に到着した。
キャプテン・ジャック酋長は紛争を避けることを願い、保留地に入ることに合意したが、ジャクソン大尉が武装解除を要求したときに事態は緊張した。キャプテン・ジャックは最終的に武装解除に同意した。
モードック族の残りもキャプテン・ジャックと行動を共にする中で、モードック族戦士スカーフェイス・チャーリーと第1騎兵隊B中隊のフレーザー・A・ブーテル中尉が口喧嘩となり、互いの拳銃を抜いて撃ち合ったが、どちらも当たらなかった。モードック族はすぐ前に投げ捨てたばかりの武器を争って取り戻し、短時間撃ち合いになったあと、カリフォルニア州境に向かって逃げ出した。ジャクソン大尉はモードック族を宿営地から追い出した後で、部隊には後退して援軍を待つように命じた。しかし、ジャンプオフ・ジョーとその部隊はモードック族に対する攻撃を続行することに決めた。この短い戦闘における損失としては、米軍兵士1人が戦死し、7人が負傷、モードック族は2人が戦死、3人が負傷した。
ロスト川の戦場からテュール湖南のラバベッズに撤退しながら、フッカー・ジムが指揮するモードック族の一団は11月29日午後と30日朝に18人の白人入植者を殺した。ジャンプオフ・ジョーとその民兵隊はこの攻撃の痕跡を見出したときに、モードック族本体をラバベッズ方向に追撃することに決めた。
この最初の衝突に関する証言は様々である。ある証言では、米軍兵士や民兵はクラマスフォールズで酒を飲んできており、ロスト川の宿営地に着いたときは好戦的な精神状態となって隊列も乱れ、戦いに入ったという。最後に到着して最初に撤退した民兵隊は損失が1人だけだった。米軍はモードック族を追い出したのではなく、戦士達数人がその陣地を確保している間に、女性と子供がその船を出して南にこぎ出した。スカーフェイス・チャーリーは英語が堪能であり、夜通し賭け事をしていたために睡眠不足で気が立っており、おそらく彼自身も酔っていた。偽りの殺人容疑で逮捕令状があったので、そんなに穏やかに行ける状態ではなかった。このときの公式記録は、ジャクソン大尉が後に認めたように、米軍側の不手際を取り繕ったものだった。

## 溶岩地帯への立てこもり
ロスト川の戦いから数ヶ月前、キャプテン・ジャック酋長は、戦争が起こった場合には、彼とその仲間はチュール湖南岸にある溶岩層のある地域でうまく自分達を守ることができるだろうとみていた。ロスト川の戦いの後にモードック族が撤退したのがその長さ１９㎞、幅１６㎞ほどの、１５００年の歴史のある溶岩地帯だった。女・子供合わせた165人のモードック族のバンドが、ここに立てこもり、抵抗戦を始めたのである。
この地域は間もなく有名になり、今日では「キャプテン・ジャックの砦」と呼ばれている。モードック族は自分達を守る為の場所を選ぶときに、溶岩の尾根、割れ目、窪み、洞穴など防衛の観点から理想的な、この自然の地形を利用した。モードック族がこの砦に入った当時、チュール湖が砦の北にあって、飲料水の水源として機能していた。
12月3日、ジャンプオフ・ジョーとその民兵隊が砦の周縁部に到着し、乾いたクリークの川床辺りを偵察しているときに待ち伏せにあった。彼らは川床を掩蔽物にしようとしたが、直ぐに圧倒され、23名全員が戦死した。
12月21日、砦から偵察に出たモードック族の1隊がランド牧場で弾薬輜重隊を攻撃した。1873年1月15日までに米軍はラバベッズ近くの戦場に400名の部隊を揃えた。最も多く部隊を集結させたのは砦の西12マイル (20 km) のヴァン・ブローマー農場だった。他にも砦の東10マイル (16 km) のラニ牧場に部隊を置いた。フランク・ホイートン大佐が正規軍とカリフォルニア州とオレゴン州からの志願兵を合わせ、全部隊を指揮した。
.
1月16日、R・F・バーナード大佐の指揮するランド牧場を出た部隊が、ホスピタルロック近くでモードック族と小競り合いを演じた。

## 砦での最初の戦い
1月17日朝、米軍が砦に向けて前進した。霧がかかっており、兵士達は一人のモードック族も見つけられなかった。モードック族の呪い師、「カーリー・ヘッデッド・ドクター（くせ毛の呪い師）」は霧を出す為の儀式を行っていた。有利な場所を占めていたモードック族は西と東から侵攻して来た米軍を撃退した。この日の攻防で、米軍は35名が戦死し、士官5名と兵士20名が負傷した。米軍は大敗北したが、これは兵士の大半が新兵だったため、モードック族の撃った弾丸に驚いて散り散りに逃げだしたためだった。キャプテン・ジャックたちモードック族には、女子供を含め全部で約165名だった。その中で戦士は53名に過ぎなかった。この日、モードック族に損失は無かった。
この敗北に当惑したキャンビー将軍は、自ら陣頭に立ち、軍勢を約700人に増強した。これと並行して、1月25日、アメリカ合衆国内務長官コロンバス・デラノがモードック族との問題に対処する和平委員会を招集した。この委員会はアルフレッド・B・ミーチャム委員長と、ジェシー・アップルゲイトとサミュエル・ケイスが委員になり、キャンビー将軍も助言者に指名された。

## 和平委員会での交渉
2月19日、和平委員会はラバベッズの西、フェアチャイルド牧場で最初の会合を開いた。キャプテン・ジャックとの会見を手配するための使者が派遣された。ジャックは、委員会が2人の開拓者、ジョン・フェアチャイルドとボブ・ホイットルをラバベッズの縁に派遣するならば、彼らと話をすることに同意した。フェアチャイルドとホイットルがラバベッズに行くと、キャプテン・ジャックは、もし委員会がイーレカのイライジャ・スティール判事を同道してラバベッズに来るならば、委員会と話をすると告げた。スティールはキャプテン・ジャックと友好的な間柄だった。スティールは砦に行った。砦での1夜の後に、フェアチャイルド牧場に戻り、モードック族は策略を考えており、委員会の全ての努力は意味の無いものになると、和平委員会に伝えた。ミーチャムは内務長官に電報を打って、スティール判事の意見を知らせた。内務長官はそれに対する返事で、ミーチャムに休戦のための交渉を継続するよう指示した。A・M・ローズバラ判事が委員に追加された。ジェシー・アップルゲイトとサミュエル・ケイスは委員を辞任し、エリエザー・トーマス牧師とL・S・ダイアーが後任になった。
白人はキエントプース（キャプテン･ジャック）酋長をこの反乱の「指導者」とみなし、彼と和平を結びたがった。しかし、インディアンの社会は合議制民主主義が基本であり、酋長は本来「調停者」であって、「指導者」でもなければ「部族長」でもない。キエントプースは「話のわかる白人の酋長」としてイライジャ・スティールとの合議折衝を求めているのである。しかし白人はあくまでキエントプースを「軍事的指導者」と誤解しているから、彼との和平調印がすべての解決策だと勘違いしているのである。酋長であるキエントプースに、部族員全員を従わせるような権限は無い。
和平交渉は、両陣営の中間の無人地帯で開かれ、何の進展もないままだらだらと数カ月続いた。モードック族は生まれ故郷のそばに小さな保留地を設置するよう要求して譲らなかった。インディアンの小規模なバンドが、アメリカ政府の要求を公然と拒否する光景は、全米に報じられ、アメリカ白人の同情と称賛を呼んだ。
4月、砦から西2.5マイル (4 km) のラバベッズの縁にジレム・キャンプが設営された。アルバン・C・ジレム大佐が、E・C・メイソン大佐の指揮するホスピタルロックの部隊を含め、全部隊を指揮することになった。
4月2日、委員会とキャプテン・ジャックはラバベッズの砦とジレム・キャンプとの中間地点で会合した。この会合でキャプテン・ジャックは、
1. モードック族全員を一切訴追しない
2. モードック族の土地からの米軍の撤退
3. モードック族自身の保留地を選択する権利

の三点を要求した。これに対し白人の和平委員会は、
1. キエントプース（キャプテン・ジャック）とモードック族は、知事が選定する保留地に移動永住すること
2. 「白人入植者の殺害」という罪を犯したモードック族員を殺人罪で裁判に掛けるため、米軍に引き渡すこと

の二点を提案した。長い検討が行われた後で、何も決まらずにこの会合は流れた。キエントプースはあくまで酋長（調停者）であるから、部族員にこれらの要求を検討するよう提案は出来るが、「部族員を引き渡す」などといった権限はキエントプースを始め、部族の誰も持っていない。白人和平委員会の要求は、酋長を首長と誤解したことからくるものであり、キエントプースからすれば無理難題だった。インディアンの社会のルールで言えば、白人を殺した部族員がいれば、白人はその個人と直接交渉するべきなのである。
部族では会議が開かれたが、平和的な解決を望んだキャプテン・ジャックに反対意見が相次いだ。ジョン・ションチンとフッカー・ジムの仲間たちは、米軍の指導者を殺せば米軍を退かせることになると考え、ジャックに和平委員会のメンバーを殺すべきだと提案した。彼らは協議の場で、女の衣服を着て交渉を続けるジャックを恥じた。呪い師のカーリー・ヘッデッド・ドクターは、彼の呪術によってモードック族に死人は出ない、と保証した。 結局、キャプテン・ジャックは調停者としての酋長の立場から、「進展が見られない場合に委員会を攻撃する」という議会の多数決に従った。インディアンはすべての決めごとを合議で行うからである。
4月5日、キャプテン・ジャックはアルフレッド・B・ミーチャムとの会見を要請した。ミーチャムはジョン・フェアチャイルドとローズバラ判事、通訳を務めるフランク・リドルとトビー･リドルを同行し、ジレム・キャンプの東約1マイル (1.6 km) の平らな場所に立てられた休戦のテントでキャプテン・ジャックと会見した。キャプテン・ジャックはそのラバベッズを保留地として与えられるよう要求した。この会見も合意無くして終わった。ミーチャムがキャンプに戻った後で、4月8日に休戦のテントで再度和平委員会と会見することを求める伝言がキャプテン・ジャックに送られた。モードック族の女性で白人開拓者フランク・リドルの妻、トビー・リドルはこの伝言を持って行ったときに、モードック族が和平委員会のメンバーを殺そうと計画していることを知った。
4月8日、和平委員会が休戦のテントに向かって出発するその時に、ジレム・キャンプの上にある崖上の信号塔から伝言が届いた。その伝言には塔から見たところで、5人のモードック族が休戦のテントに居り、約20名の武装したモードック族が近くの岩陰に隠れていると言っていた。委員会はモードック族が攻撃を計画していることを認識した。委員会メンバーはキャンプに留まることで意見が一致した。トーマス牧師はモードック族による攻撃計画について警告を与える代わりにキャプテン・ジャックと会見する別の機会を設定するよう主張した。4月10日、キャプテン・ジャックに翌朝休戦のテントで和平委員会と会見することを求める伝言が送られた。

## 和平のテントでの殺人

ボストン・チャーリー、1873年

4月11日朝、和平委員会メンバーのキャンビー将軍、アルフレッド・B・ミーチャム、トーマス牧師およびL・S・ダイアーが、フランクとトビーのリドル夫妻を通訳として、ボストン・チャーリー、ボーガス・チャーリー、キャプテン・ジャック、ジョン・ションチン、ブラック・ジムおよびフッカー・ジムと会見した。幾らか話が進んだ後に、モードック族が武装していることが明らかになり、キャンビー将軍はワシントンから命令が来るまで委員会はキャプテン・ジャックの条件を飲めないとジャックに伝えた。ジョン・ションチンは怒りのムードの中で保留地候補地としてホット・クリークを要求した。キャプテン・ジャックが立ち上がって数歩遠ざかった。ブランコ（バーンコ）とスロラックスという2人のモードック族がライフル銃で武装し、岩の間に隠れていた所から走り出た。キャプテン・ジャックが振り返って発砲せよという合図を送った。キャプテン・ジャックは隠し持っていた拳銃を1発発射して丸腰のキャンビー将軍を撃ち倒し、ナイフでとどめを刺した。トーマス牧師は致命傷を負った。ミーチャムは重傷だった。ダイアーとリドルは走って逃げ出した。トビー・リドルが「兵士達が来ている！」と叫ばなかったら、ミーチャムは間違いなく殺されていただろう。
モードック族の委員殺害によって、和平のためのあらゆる努力が水泡に帰した。白人アメリカ人はこれに怒り、ウィリアム・シャーマン将軍は
キャンビーの後任者にモードック族の撃滅を命じた。シャーマンはこう命令に付け加えている。
「彼らを完全に根絶やしにしてもよろしい」

## 砦での2回目の戦い
4月15日、米軍は1000人の陸軍歩兵部隊に加え、砲兵隊とインディアン斥候75人から成る一大軍団を組織した。モードック族に対する3日間に渡る総攻撃が開始され、西のジレムのキャンプと北東のホスピタルロックにあったメイソンのキャンプから部隊が前進した。戦闘は1日中続き、夜の間も部隊はその陣地に留まった。4月16日、両部隊の前進はモードック族からの激しい銃撃に曝された。その夜、米軍はチュール湖岸にあったモードック族の水源を遮断することに成功した。4月17日朝までに砦に対する最終攻撃の準備が全て整った。前進命令が発せられたとき、部隊は砦に突撃した。
4月16日の午後と夜のチュール湖岸での戦闘の後、砦を守るモードック族は、湖岸を占領した米軍によって水源が断たれたことを知った。4月17日、米軍が砦への突撃命令を受ける前に、モードック族は米軍が陣地を移動する間隙をついて、岩の割れ目を抜けて逃亡した。4月15日から17日に掛けての砦に対する攻撃で、米軍は入り組んだ地形に阻まれて威力を発揮できず、結局1人の士官と1人の兵士が戦死し、13名の兵士が負傷した。モードック族の損失は2人の少年だけであり、直接殺せたのは一人だけで、後の一人は斧で突破口を開こうとしているときに砲丸が爆発して戦死したと記録されている。モードック族の女性数人は病気で死んだと報告された。

## サンドビュートの戦い
4月26日、エバン・トーマス大尉が5名の士官、66名の兵士および14名のウォームスプリング族インディアンの斥候を指揮してジレム・キャンプから出発し、モードック族の所在を突き止めるためにラバベッズを偵察した。尾根に取り囲まれた平たい場所であるサンドビュート（現在のハーディンビュート）の基地で昼食を摂っているときに、トーマス大尉とその部隊はスカーフェイス・チャーリーが指揮する22名のモードック族に攻撃された。部隊のある者達は算を乱して逃げ出した。留まって戦った者達は戦死するか負傷した。損失の中には、4名の士官が戦死して他の2名が負傷し、そのうち1人は数日後に死んだ。兵士は13名が戦死し、16名が負傷した。
この虐殺の後、ジレム大佐の解任を要求する声が高まり、5月2日、コロンビア方面軍の新しい指揮官であるジェファーソン・C・デイビス名誉准将がジレムを指揮官から解任し、自ら野戦指揮官に就いた。

## ドライ湖の戦い
5月10日の夜明け、モードック族はドライ湖の米軍宿営地を攻撃した。米軍が突撃し、モードック族を壊走させた。米軍の損失としては、5名が戦死、そのうち2名はウォームスプリング族インディアンの斥候であり、12名が負傷した。モードック族は5名の戦士が殺されたと記録された。この5名の中にモードック族の中でも著名な戦士、エレンズマンが居た。モードック族にとって初めての敗北だった。エレンズマンの死によってモードック族の中に不和が生じ、分裂を始めた。フッカー・ジムらのモードック族の一団が米軍に投降し、キャプテン・ジャックの捕縛への協力に同意し、その見返りにチュール湖畔での白人入植者の殺害とキャンビー将軍ら委員に対する殺害の件を不問とする条件を米軍に呑ませた。
1873年6月1日、キャプテン・ジャックことキエントプース酋長は、ランゲル渓谷で米軍に降伏、投降した。彼はキャンビー将軍から剥がした軍服を身に着けていた。

## 戦争の後
キャプテン・ジャックことキエントプースが捕まったことで、デイビス将軍はキャプテン・ジャックの「部族指導者」達を処刑する準備を行った。その処刑は陸軍省の命令で妨げられた。その命令は、インディアンたちを裁判に付するということだった。7月4日、キャプテン・ジャックとその仲間はクラマス砦に戦争捕虜として到着した。
キャプテン・ジャック、ジョン・ションチン、ブラック・ジム、ボストン・チャーリー、ブランコ（バーンコ）とスロラックスは即座に和平委員会メンバー殺害の廉で裁判に掛けられた。6人のモードック族は有罪とされ、7月8日に死刑を宣告された。
9月10日、ユリシーズ・グラント大統領はキャプテン・ジャック、ジョン・ションチン、ブラック・ジムおよびボストン・チャーリーに対する死刑宣告を承認し、ブランコとスロラックはアルカトラズ島での終身禁固に処された。グラント大統領はキャプテン・ジャックの仲間の残りを戦争捕虜として拘留すべきであると命令した。
10月3日、キャプテン・ジャック、ジョン・ションチン、ブラック・ジムおよびボストン・チャーリーはクラマス砦で絞首刑に処された。モードック族インディアンの残りは39名の男性と69名の女性および60名の子供だったが、戦争捕虜としてインディアン準州のクアポー・インディアン問題担当局に送られた。1909年、オクラホマのモードック族は、望むならばクラマス保留地に戻ることを許され、29名が移動した。
絞首刑にされたキエントプース（キャプテン・ジャック）の遺体は、さんざんに凌辱された。故郷への埋葬を願う遺族の引き取り請願は無視され、彼の遺体は防腐処置を施されて東部に送られ、見世物小屋の出し物にされたのである。木戸銭は10セントだった。
白人たちは、最後までキエントプース酋長を、合衆国に対する反逆者、この戦争の「司令官」とみなした。しかし、本来インディアンの社会には「司令官」も「指導者」もいない。すべての取り決めは合議に則って行われるのであり、キエントプースがこの戦争を率いていたわけではない。モードック族は終始一貫して、「自分たちの村を棄てて合衆国が指定する保留地に移住せよ」という、白人の理不尽な要求に対して、彼らの村の近くに保留地を要求していたのである。「インディアンの酋長は指導者、司令官である」と思い込んだ白人は、キエントプースらを「戦争犯罪人」として断罪し、死後もなおこれを辱めたのである。

## モードック戦争に関する補遺
1873年1月17日の砦での最初の戦いで、戦場には約400名の米軍兵士がいた。この部隊には歩兵隊、騎兵隊および榴弾砲部隊が含まれていた。オレゴン州とカリフォルニア州の志願兵中隊（複数）とクラマス族インディアンの斥候数人もいた。フランク・ホイートン大佐が全軍の指揮を執った。
4月17日の砦での2回目の戦いでは、約530名の部隊が参戦した。これには米軍歩兵隊、騎兵隊および砲兵隊とウォームスプリング族インディアンの斥候がいた。志願兵中隊（複数）は戦場から撤退した。市民少数が物資輸送者として使われた。アルビン・C・ジレム大佐が全軍を指揮した。
モードック戦争のいかなる時にも、戦闘に加わったモードック族戦士は53名以上ではなかった。
モードック戦争の損失は下表の通りである。
| 身分             | 戦死 | 負傷 |
| ---------------- | ---- | ---- |
| 米軍士官         | 7    | 4    |
| 兵士             | 48   | 42   |
| 市民             | 16   | 1    |
| インディアン斥候 | 2    | 0    |
| 総計             | 83   | 46   |

クラマス砦で絞首刑となったインディアン4名を含み、キャプテン・ジャックのバンドでは17名の戦士が殺された。
「モードック戦争」で、アメリカ合衆国には400万ドル以上の費用が掛かったと見積もられた。関わった戦力が小さかったにも拘らず、人命と費用の損失は大きかった。これとは対照的に、別の保留地としてモードック族に要請された土地の購入費用は2万ドルと見積もられた。
モードック戦争の戦場跡はラバベッズ国立記念公園の中でも人目に付く様相である。これにはキャプテン・ジャックの砦が含まれ、その近くにモードック族がその陣地の防御に使った多くの亀裂、尾根、およびコブ、さらに多くの前哨基地、戦争があった数ヶ月間にモードック族が住んだ煤跡の残る洞穴、モードック族が牛や馬を飼った囲い、および戦勝祈願の踊りの場や協議の場を見ることができる。砦の周りには、砦に向かって前進する米軍が作った多くの低い石の遮蔽物やモードック族が脱出した後に作られた数多い遮蔽物、モードック族が元の強固な陣地に戻ってくるような事態に備えて砦を守る為に造られた遮蔽物も見ることができる。ハーディンビュートに近いトーマス・ライト戦場跡はこの記念公園のなかでも興味ある場所である。またジルマー・キャンプのあった場所、元軍人墓地、ホスピタルロックおよびキャンビーの十字架も興味ある場所である。アメリカ合衆国国立公園局は戦場を回る2つのコースについてガイドなしの散策地図を用意している。ジャンプオフ・ジョーとその部隊が殺された場所のクリークは彼の栄誉を称えてジョーの名前を付けられた。その滅多切りにされた遺体が見つかった場所には小さな記念銘盤が置かれていた。この銘盤は1924年8月7日に盗まれ、再度置かれることはなかった。